# Friedrich Wilhelm von Buxhoeveden
Friedrich Wilhelm von Buxhoevden (russo: Федор Федорович Буксгевден, Fyodor Fyodorovich Booksgevden; scritto anche come Feodor Buxhoeveden, Buxhœwden) (Võlla, 14 settembre 1750 – Kullamaa, 23 agosto 1811) è stato un generale russo della fanteria ed un ufficiale governativo. Buxhoeveden comandò armate russe nel corso della guerra di Finlandia.

## Famiglia
I Buxhoeveden, una famiglia di tedeschi del Baltico proveniente dall'Estonia, trae le proprie origini da Bexhövede in Bassa Sassonia.
La moglie di Buxhoevden, la contessa Natalia Alexeyeva, era una figlia illegittima che Grigori Orlov (1734–1783) ebbe con una dama di corte. La madre, contrariamente a quanto sostenuto da alcuni, non era l'imperatrice Caterina, ma un membro della famiglia Apraksin. Una nipote di Buxhoeveden, Varvara Nelidova, fu la compagna di Nicola I di Russia (1796-1855) per 17 anni (1832-1855).

## Carriera
Nel 1805 Buxhoevden prese parte alla battaglia di Austerlitz come comandante, contribuendo al fallimento del tentativo della terza coalizione di sconfiggere Napoleone essendo ubriaco durante la battaglia. Nel 1808 fu comandante in capo della conquista russa della Finlandia, e guidò le truppe russe nelle battaglie iniziali della guerra di Finlandia (1808-1809).

## Proprietà
Buxhoevden ricevette il castello e le terre di Koluvere in Estonia occidentale dopo la morte della duchessa Augusta di Brunswick-Wolfenbüttel, avvenuta nel 1788 in circostanze sospette. Era anche proprietario del maniero di Ligovo, nei pressi di San Pietroburgo.